# عمر الشماع
عمر الشماع (1946) هو ممثل وكاتب تلفزيوني وإذاعي ومسرحي وممثل صوت لبناني.

## فيلموغرافيا

### تلفاز
- النهر (1974)
- أبو الطيب (مالئ الدنيا وشاغل الناس) (1983)
- آيات ورجال (1986)
- فردوس الكلمات (1987)
- جحا الضاحك الباكي
- حكايات طريف (1991)
- السهام الجارحة (1995)
- طريق الشوق (1997)
- أضحك وأبكي (1997)
- طريق الشوك (1997)
- نادي اللغة العربية (1998)
- عز الدين القسام

### مسرحيات
- كيف تعامل (قصة وسيناريو وحوار)

### أدوار الدبلجة
- الأحلام الذهبية - مندوزا
- اسألوا لبيبة
- أستريكس
- أطلنطس: الإمبراطورية المفقودة - بريستون وايتمور (النسخة العربية الفصحى)
- آليس في بلاد العجائب - ماد هاتر (النسخة العربية الفصحى)
- بل وسيباستيان
- بولت - دكتور فورستر (النسخة العربية الفصحى)
- بينو - يوجين
- ثانوية الاستخبارات
- حكايات لا تنسى
- رحلة الأيام
- رحلة عنابة - وردان
- روبن هود - ناتسي (النسخة العربية الفصحى)
- ريمي الفتى الشريد
- زهرة البراري
- السنافر - سنفور قوي (الصوت الأول، نسخة إستوديو لبنان والمشرق)
- الشجعان الثلاثة
- الطباخ الصغير - هورست (النسخة العربية الفصحى)
- عودة أطلنطس - بريستون وايتمور (النسخة العربية الفصحى)
- فوق - كارل فريدريكسن (النسخة العربية الفصخى)
- كركور وحذاء السعادة - كركور
- كوكب الكنز - بيلي بونز (النسخة العربية الفصحى)
- مغامرات سندباد - الزعيم الأزرق، زعيم النار
- مغامرات الفضاء - غندال
- مغامرات البطريق
- من ألف ليلة وليلة - ماجد (الصوت الثاني)

## وصلات خارجية
- عمر الشماع على موقع IMDb (الإنجليزية)
- عمر الشماع على موقع ديسكوغز (الإنجليزية)